# Seznam tramvajových linek v Plzni

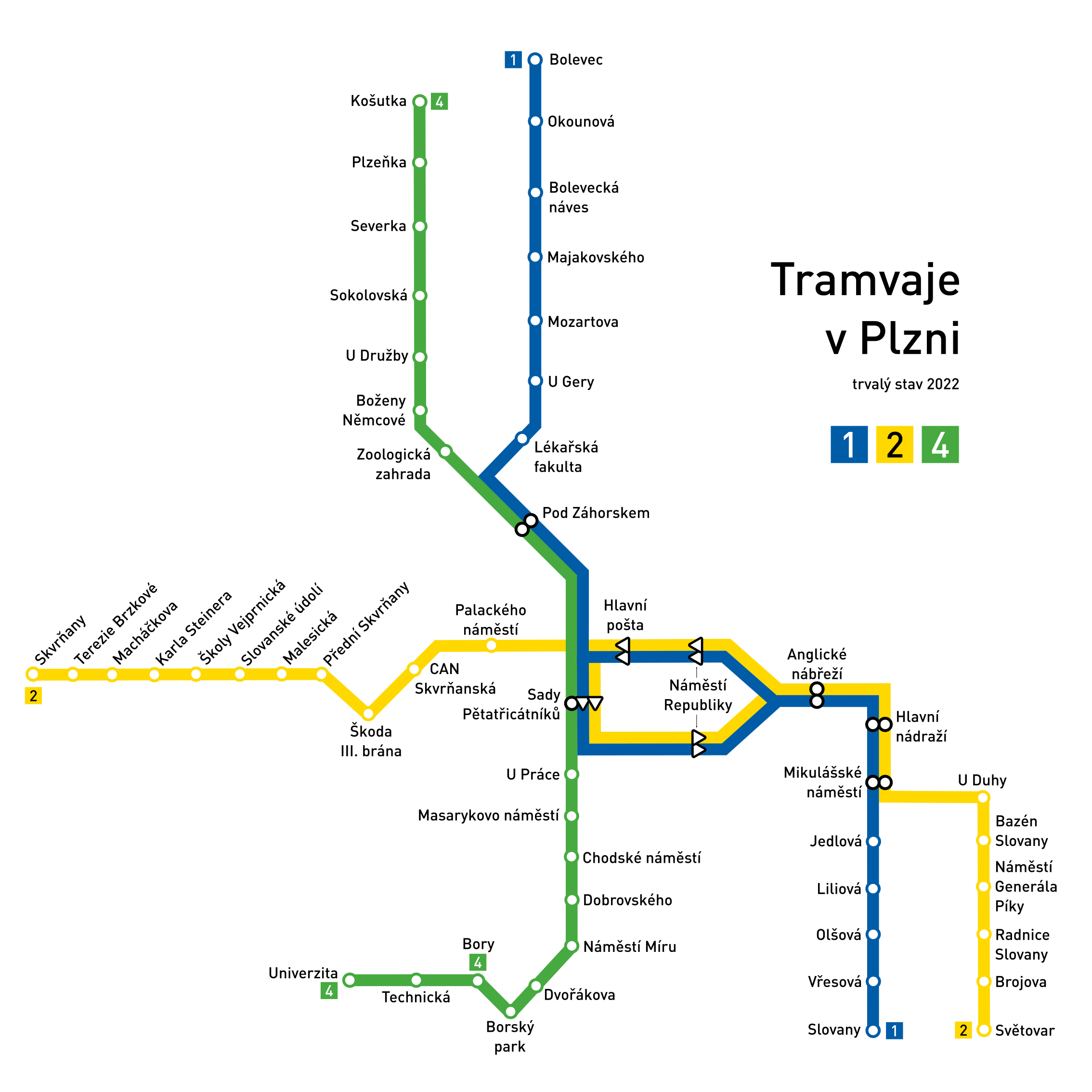
Schéma tramvajových linek v Plzni, bezvýlukový stav 2022

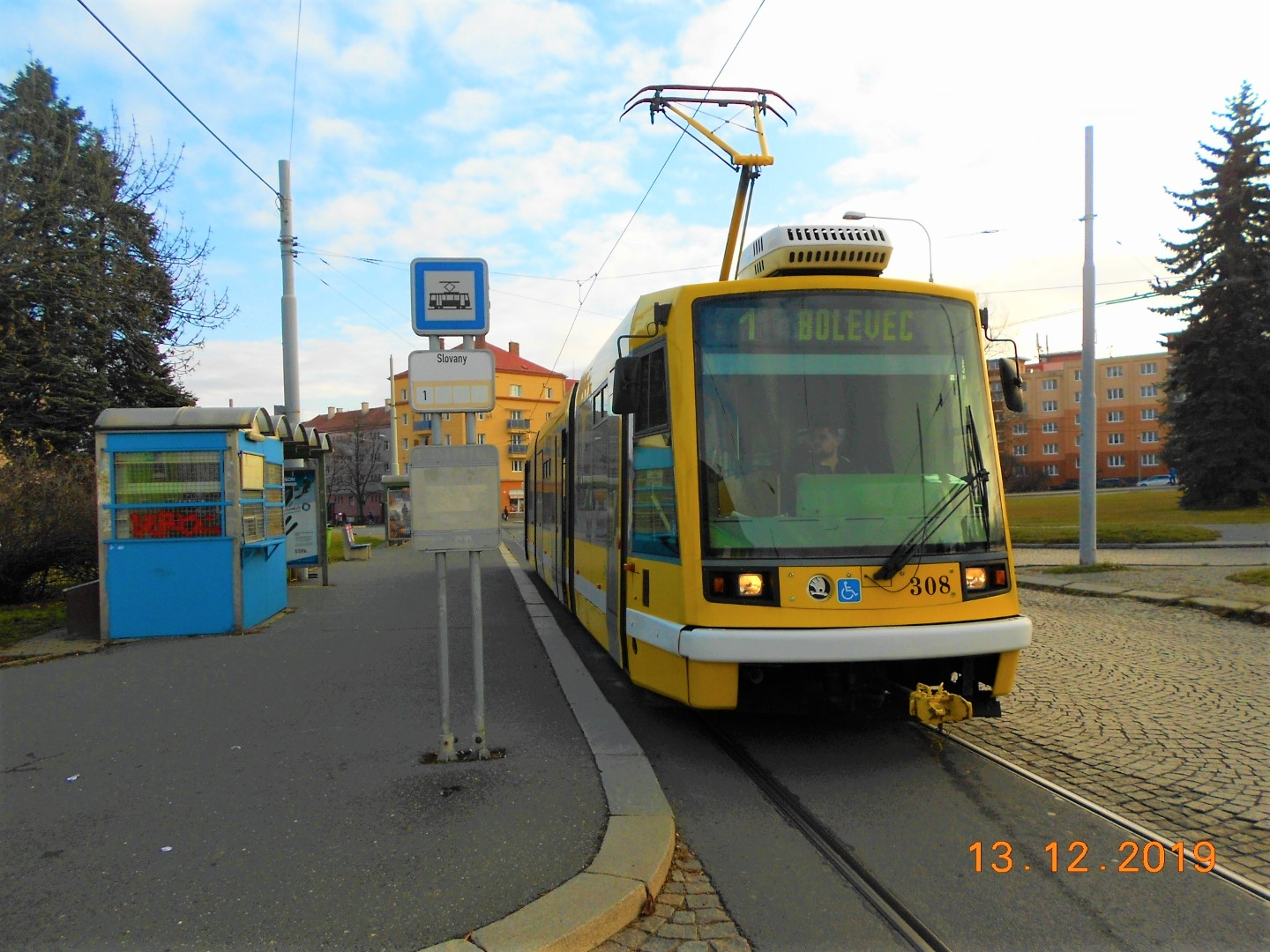
Škoda 03T ev. č. 308 na lince 1 stanicuje v zastávce Slovany

Toto je seznam linek tramvajové dopravy v Plzni.

## Denní linky

### Linka 1

Schéma linky č. 1

Bolevec – Okounová – Bolevecká náves – Majakovského – Mozartova – U Gery – Lékařská fakulta – Pod Záhorskem – Sady Pětatřicátníků (ve směru TAM) / Hlavní pošta (ve směru ZPĚT) – Náměstí Republiky – Anglické nábřeží – Hlavní nádraží – Mikulášské náměstí – Jedlová – Liliová – Olšová – Vřesová – Slovany

### Linka 2

Schéma linky č. 2

Skvrňany – Terezie Brzkové – Macháčkova – Karla Steinera – Školy Vejprnická – Slovanské údolí – Malesická – Přední Skvrňany – Škoda III. brána – CAN Skvrňanská – Palackého náměstí – Sady Pětatřicátníků (ve směru TAM) / Hlavní pošta (ve směru ZPĚT) – Náměstí Republiky – Anglické nábřeží – Hlavní nádraží – Mikulášské náměstí – U Duhy – Bazén Slovany – Náměstí Generála Píky – Radnice Slovany – Brojova – Světovar

### Linka 4

Schéma linky č. 4

Košutka – Plzeňka – Severka – Sokolovská – U Družby – Boženy Němcové – Zoologická zahrada – Pod Záhorskem – Sady Pětatřicátníků – U Práce – Masarykovo náměstí – Chodské náměstí – Dobrovského – Náměstí Míru – Dvořákova – Borský park – Bory – Technická – Univerzita

## Zrušené linky

### Linka 3 (zrušena v roce 2000)
Malesická - Přední Skvrňany - Škoda, III. brána - CAN, Skvrňanská - Výstaviště (dnes Palackého náměstí) - Sady Pětatřicátníků - Pod Záhorskem - U gery - Frunzeho (dnes Mozartova)

### Linka 5 (zrušena v roce 2000)
Malesická - Přední Skvrňany - Škoda, III. brána - CAN, Skvrňanská - Výstaviště (dnes Palackého náměstí) - Sady Pětatřicátníků - Pod Záhorskem - Lékařská fakulta (dnes Zoologická zahrada) - Ulice Boženy Němcové - U Družby - Sokolovská - Severka - Plzeňka - Košutka